# Afrob/Diskografie
Diese Diskografie ist eine Übersicht über die musikalischen Werke des deutschen Rappers Afrob. Seine erfolgreichste Veröffentlichung ist die Single Adriano (Letzte Warnung) mit über 250.000 verkauften Einheiten.

## Alben

### Studioalben
| Jahr | Titel                 | Höchstplatzierung, Gesamtwochen, AuszeichnungChartplatzierungen (Jahr, Titel, Platzierungen, Wochen, Auszeichnungen, Anmerkungen) | Höchstplatzierung, Gesamtwochen, AuszeichnungChartplatzierungen (Jahr, Titel, Platzierungen, Wochen, Auszeichnungen, Anmerkungen) | Höchstplatzierung, Gesamtwochen, AuszeichnungChartplatzierungen (Jahr, Titel, Platzierungen, Wochen, Auszeichnungen, Anmerkungen) | Anmerkungen                              |
| Jahr | Titel                 | DE | AT | CH | Anmerkungen                              |
| ---- | --------------------- | --- | --- | --- | ---------------------------------------- |
| 1999 | Rolle mit Hip Hop     | DE13 (25 Wo.)DE | — | — | Erstveröffentlichung: 29. März 1999      |
| 2001 | Made in Germany       | DE24 (6 Wo.)DE | AT48 (5 Wo.)AT | CH68 (5 Wo.)CH | Erstveröffentlichung: 25. Juni 2001      |
| 2005 | Hammer                | DE38 (3 Wo.)DE | — | CH54 (2 Wo.)CH | Erstveröffentlichung: 28. Februar 2005   |
| 2009 | Der Letzte seiner Art | DE70 (1 Wo.)DE | — | — | Erstveröffentlichung: 4. September 2009  |
| 2014 | Push                  | DE20 (2 Wo.)DE | AT46 (1 Wo.)AT | CH26 (1 Wo.)CH | Erstveröffentlichung: 30. Mai 2014       |
| 2016 | Mutterschiff          | DE14 (1 Wo.)DE | AT51 (1 Wo.)AT | CH32 (1 Wo.)CH | Erstveröffentlichung: 23. September 2016 |
| 2019 | Abschied von gestern  | DE43 (1 Wo.)DE | — | CH72 (1 Wo.)CH | Erstveröffentlichung: 22. November 2019  |
| 2023 | König ohne Land       | DE58 (1 Wo.)DE | — | — | Erstveröffentlichung: 16. Juni 2023      |

### Kollaboalben

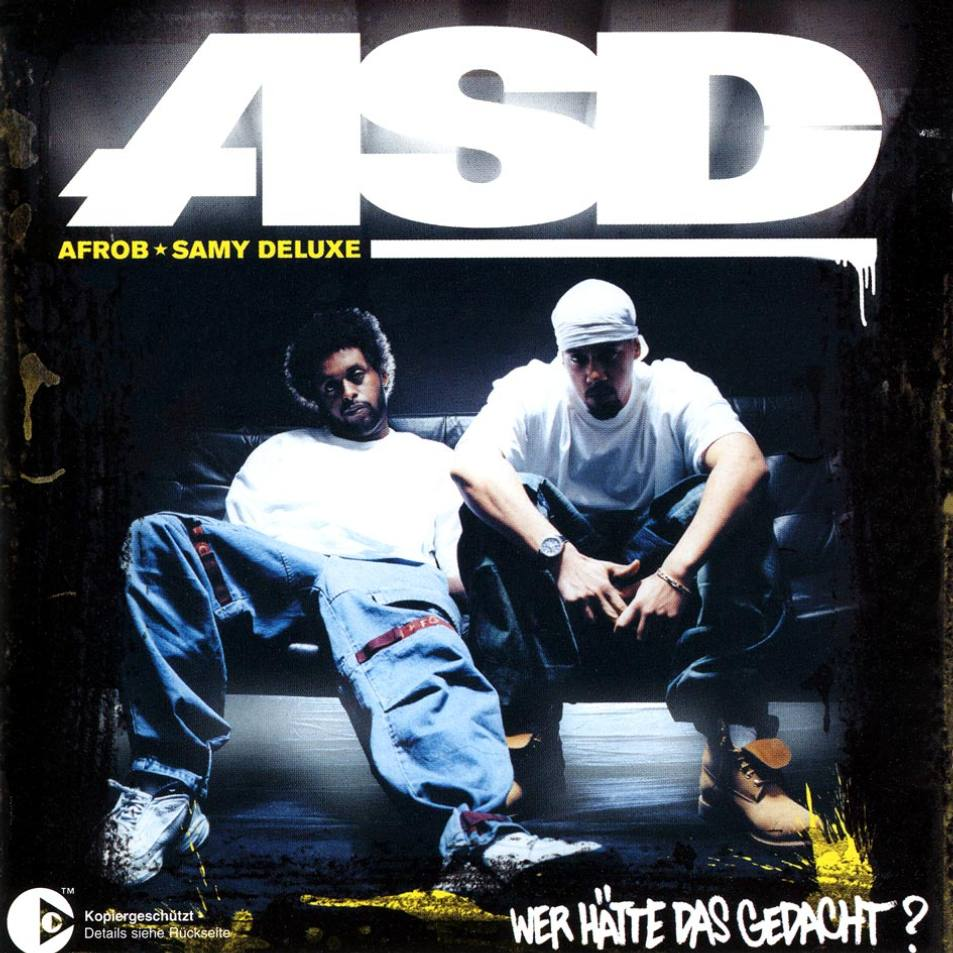
Wer hätte das gedacht? Cover

| Jahr | Titel                  | Höchstplatzierung, Gesamtwochen, AuszeichnungChartplatzierungen (Jahr, Titel, Platzierungen, Wochen, Auszeichnungen, Anmerkungen) | Höchstplatzierung, Gesamtwochen, AuszeichnungChartplatzierungen (Jahr, Titel, Platzierungen, Wochen, Auszeichnungen, Anmerkungen) | Höchstplatzierung, Gesamtwochen, AuszeichnungChartplatzierungen (Jahr, Titel, Platzierungen, Wochen, Auszeichnungen, Anmerkungen) | Anmerkungen                                                 |
| Jahr | Titel                  | DE | AT | CH | Anmerkungen                                                 |
| ---- | ---------------------- | --- | --- | --- | ----------------------------------------------------------- |
| 2003 | Wer hätte das gedacht? | DE5 (13 Wo.)DE | AT34 (7 Wo.)AT | CH24 (8 Wo.)CH | Erstveröffentlichung: 28. März 2003 mit Samy Deluxe als ASD |
| 2015 | Blockbasta             | DE4 (5 Wo.)DE | AT16 (1 Wo.)AT | CH6 (4 Wo.)CH | Erstveröffentlichung: 3. Juli 2015 mit Samy Deluxe als ASD  |

### Livealben
| Jahr | Titel                           | Höchstplatzierung, Gesamtwochen, AuszeichnungChartplatzierungen (Jahr, Titel, Platzierungen, Wochen, Auszeichnungen, Anmerkungen) | Höchstplatzierung, Gesamtwochen, AuszeichnungChartplatzierungen (Jahr, Titel, Platzierungen, Wochen, Auszeichnungen, Anmerkungen) | Höchstplatzierung, Gesamtwochen, AuszeichnungChartplatzierungen (Jahr, Titel, Platzierungen, Wochen, Auszeichnungen, Anmerkungen) | Anmerkungen                                            |
| Jahr | Titel                           | DE | AT | CH | Anmerkungen                                            |
| ---- | ------------------------------- | --- | --- | --- | ------------------------------------------------------ |
| 2000 | En directo                      | DE33 (12 Wo.)DE | AT37 (5 Wo.)AT | CH40 (7 Wo.)CH | Erstveröffentlichung: 5. Juni 2000 mit den FK Allstars |
| 2017 | Beats, Rhymes & Mr. Scardanelli | DE45 (1 Wo.)DE | — | — | Erstveröffentlichung: 6. Oktober 2017 Akustikalbum     |

## Singles

### Als Leadmusiker
| Jahr | Titel Album                                      | Höchstplatzierung, Gesamtwochen, AuszeichnungChartplatzierungen (Jahr, Titel, Album, Platzierungen, Wochen, Auszeichnungen, Anmerkungen) | Höchstplatzierung, Gesamtwochen, AuszeichnungChartplatzierungen (Jahr, Titel, Album, Platzierungen, Wochen, Auszeichnungen, Anmerkungen) | Höchstplatzierung, Gesamtwochen, AuszeichnungChartplatzierungen (Jahr, Titel, Album, Platzierungen, Wochen, Auszeichnungen, Anmerkungen) | Anmerkungen                                                    |
| Jahr | Titel Album                                      | DE | AT | CH | Anmerkungen                                                    |
| ---- | ------------------------------------------------ | --- | --- | --- | -------------------------------------------------------------- |
| 1999 | Reimemonster Rolle mit Hip Hop                   | DE42 (11 Wo.)DE | — | — | Erstveröffentlichung: 9. März 1999 feat. Ferris MC             |
| 2001 | Made in Germany                                  | DE79 (3 Wo.)DE | — | — | Erstveröffentlichung: 14. Mai 2001                             |
| 2001 | Öffne die Augen Made in Germany                  | DE65 (7 Wo.)DE | — | — | Erstveröffentlichung: 17. September 2001 feat. D-Flame         |
| 2003 | Sneak Preview Wer hätte das gedacht?             | DE12 (11 Wo.)DE | AT48 (7 Wo.)AT | CH46 (10 Wo.)CH | Erstveröffentlichung: 24. Februar 2003 mit Samy Deluxe als ASD |
| 2003 | Sag mir wo die Party ist! Wer hätte das gedacht? | DE92 (2 Wo.)DE | — | — | Erstveröffentlichung: 26. Mai 2003 mit Samy Deluxe als ASD     |
| 2003 | Hey du (Nimm dir Zeit) Wer hätte das gedacht?    | DE67 (4 Wo.)DE | — | — | Erstveröffentlichung: 11. August 2003 mit Samy Deluxe als ASD  |

Weitere Singles
- 1998: Prime Time
- 1999: Einfach (feat. Meli)
- 1999: Exklusivinterview (mit Max)
- 2005: Wollt ihr wissen
- 2005: Es geht hoch (feat. Lisi)
- 2006: Stop die Party (D&B Remix)
- 2006: Zähl mein Geld
- 2009: Was wollt ihr
- 2014: Immer weiter
- 2014: Abriss (feat. Megaloh)
- 2014: R.I.P. (feat. Megaloh)
- 2015: Legendär / Populär (mit Samy Deluxe als ASD)
- 2015: Blockbasta (mit Samy Deluxe als ASD)
- 2015: Antihaltung (mit Samy Deluxe als ASD)
- 2016: Ich bin dieser
- 2019: Stadtmensch
- 2019: Stein auf Stein (feat. Haze)
- 2019: U.N.I.T.Y. 2020 (feat. Alex Prince)
- 2023: One Shotta Boy
- 2023: Vendetta

### Als Gastmusiker
| Jahr | Titel Album                                                        | Höchstplatzierung, Gesamtwochen, AuszeichnungChartplatzierungen (Jahr, Titel, Album, Platzierungen, Wochen, Auszeichnungen, Anmerkungen) | Höchstplatzierung, Gesamtwochen, AuszeichnungChartplatzierungen (Jahr, Titel, Album, Platzierungen, Wochen, Auszeichnungen, Anmerkungen) | Höchstplatzierung, Gesamtwochen, AuszeichnungChartplatzierungen (Jahr, Titel, Album, Platzierungen, Wochen, Auszeichnungen, Anmerkungen) | Anmerkungen                                                                                                 |
| Jahr | Titel Album                                                        | DE | AT | CH | Anmerkungen                                                                                                 |
| ---- | ------------------------------------------------------------------ | --- | --- | --- | --- |
| 1999 | 1, 2, 3 Rhymes Galore (From New York to Germany) Return of Hip Hop | DE6 (17 Wo.)DE | AT34 (3 Wo.)AT | CH9 (16 Wo.)CH | Erstveröffentlichung: 13. September 1999 DJ Tomekk vs. Grandmaster Flash feat. Afrob, Flavor Flav & MC Rene |
| 2000 | Get Up Genuine Draft                                               | DE51 (8 Wo.)DE | — | CH82 (4 Wo.)CH | Erstveröffentlichung: 24. Januar 2000 DJ Thomilla feat. Afrob                                               |
| 2001 | Adriano (Letzte Warnung) Lightkultur                               | DE5 Gold · (13 Wo.)DE | AT13 (15 Wo.)AT | CH19 (14 Wo.)CH | Erstveröffentlichung: 1. Juli 2001 Verkäufe: + 250.000; mit Brothers Keepers                                |
| 2002 | Four Fists (Part II) –                                             | DE15 (9 Wo.)DE | — | CH82 (3 Wo.)CH | Erstveröffentlichung: 22. April 2002 KC Da Rookee feat. Samy Deluxe, Afrob & D-Flame                        |
| 2005 | Bereit Am I My Brother’s Keeper?                                   | DE39 (9 Wo.)DE | AT73 (1 Wo.)AT | CH35 (6 Wo.)CH | Erstveröffentlichung: 3. April 2005 mit Brothers Keepers                                                    |
| 2006 | Won’t Forget These Days 2006 –                                     | DE48 (7 Wo.)DE | — | — | Erstveröffentlichung: 9. Juni 2006 mit Music Team Germany                                                   |

Weitere Gastbeiträge
- 1998: Afrokalypse (Spezializtz feat. Afrob)
- 1999: Hate Me Now (Nas feat. Afrob)
- 2004: Nimm dir an uns kein Beispiel (BTM-Squad feat. Afrob)
- 2008: Cobra (Bionik feat. Afrob & Brixx)
- 2018: Adriano (SaMTV Unplugged) (Samy Deluxe feat. Afrob, Denyo, Xavier Naidoo, Torch & Megaloh)

## Weitere Veröffentlichungen
| - 1996: Mutterstadt (Massive Töne feat. Afrob & Max Herre) - 1996: Schoß der Kolchose (Massive Töne feat. Max Herre, Afrob & DJ Emilio) - 1996: Straight from the Heart… (Freundeskreis feat. Afrob, DJ Emilio, Massive Töne & Hausmarke) - 1997: Letzten Sonntag Bei Donato (Freundeskreis feat. Afrob) - 1997: Overseas/Übersee (Freundeskreis feat. Afrob) - 1997: Wenn der KolchMob tourt (Freundeskreis feat. Afrob, DJ Emilio & Massive Töne) - 1998: Ein Fall für zwei (La la la) (Hausmarke feat. Afrob) - 1998: Nachtfieber (Hausmarke feat. Afrob) - 1997: Nebelschwadenbilder (Freundeskreis feat. Afrob) - 1999: Allstar Jam (Gentleman feat. Afrob) - 1999: Paff Paff Putos (Massive Töne feat. Afrob) - 1999: Pulsschlag (Freundeskreis feat. Afrob & Massive Töne) - 2000: I & I (Tolga feat. Afrob) - 2000: Schau dich um (DJ Thomilla feat. Afrob & Wasi) - 2001: Auserkoren (Da Force feat. Afrob) - 2001: Ey! Yo! (DJ Derezon feat. Afrob) - 2001: Midnightsession 2 (Sékou feat. Afrob) - 2001: Stress en Masse (Meli feat. Afrob) - 2002: Art of War (DJ Desue feat. Afrob & Nature) - 2002: Hektik (Die Firma feat. Afrob) | - 2002: Grande Finale (mit Max Herre, Gentleman & Daddy Rings als Viererkette) - 2003: Recap the Mind (Star Eye feat. Afrob) - 2003: Strassen die wir vermitteln (Ventura Bros. feat. Afrob) - 2006: 188-190 (Kodimey feat. Afrob) - 2006: Fick ihn (Bass Sultan Hengzt feat. Afrob) - 2006: Orient Jazz (Ceza feat. Afrob) - 2007: Direktausmdschungel (Spezializtz feat. Afrob) - 2007: Jagdfieber (Illo 77 feat. Afrob) - 2007: So arrogant (Illo 77 feat. Afrob) - 2008: Ghetto Millionaire (Bionik K & Black Mamba feat. Afrob & D-Flame) - 2009: Revanche (Hassan Annouri feat. Afrob & She Raw) - 2011: Hol die Hände aus der Tasche (Farid Bang feat. Afrob & Eko Fresh) - 2011: Was is? (12bitphil feat. Afrob) - 2013: 30-11-80 (Sido & Various Artists) - 2013: Behalt die Nerven (Mega! Mega! feat. Afrob) - 2013: D Rap Medley (Fettes Brot feat. Afrob, Ferris MC & DJ Thomilla) - 2013: Ich ficke alle (Massiv feat. Afrob) - 2013: Rap ist (Max Herre feat. Afrob & Megaloh) - 2013: Tabula Rasa Pt.2 (Unplugged) (Max Herre feat. Afrob, Gentleman, Joy Denalane & Sékou) - 2013: Wenn der Vorhang fällt (Unplugged) (Max Herre feat. Don Philippe, Megaloh, Afrob & Grace) - 2015: Kein Bock (Allstar Remix) (Denyo feat. Jan Delay, Afrob, Samy Deluxe, Megaloh & Bartek) |

## Boxsets
- 2024: Afrob (25 Jahre)

## Musikvideos
| Jahr | Titel                                            | Regisseur(e)                         |
| ---- | ------------------------------------------------ | ------------------------------------ |
| 1998 | Afrokalypse                                      |                                      |
| 1999 | Reimemonster                                     |                                      |
| 1999 | Einfach                                          | Florian Seidel                       |
| 1999 | 1, 2, 3 Rhymes Galore (From New York to Germany) |                                      |
| 1999 | Exklusivinterview                                | Daniel Siegler                       |
| 2000 | Get Up                                           |                                      |
| 2001 | Made in Germany                                  | Christoph Bauer, Daniel Siegler      |
| 2001 | Adriano (Letzte Warnung)                         | Dani Levy                            |
| 2001 | Öffne die Augen                                  | Daniel Siegler                       |
| 2002 | Four Fists (Part II)                             | Jeffery Lisk, Bernd Possardt         |
| 2003 | Sneak Preview                                    |                                      |
| 2003 | Sag mir wo die Party ist!                        | Mathias Vielsaecker                  |
| 2003 | Hey du (Nimm dir Zeit)                           | Matthias Freier                      |
| 2004 | Nimm dir an uns kein Beispiel                    | Ruben Pogany                         |
| 2005 | Bereit                                           | Martin Kilger, Sandeep Mehta         |
| 2005 | Wollt ihr wissen                                 | Sékou Neblett                        |
| 2005 | Es geht hoch                                     | Sékou Neblett                        |
| 2006 | Zähl mein Geld                                   | Benjamin Eicher, Timo Joh. Mayer     |
| 2006 | Won’t Forget These Days 2006                     |                                      |
| 2008 | Cobra                                            | Lars Rosmaiti                        |
| 2009 | Was wollt ihr                                    | Zsolt Veltan                         |
| 2014 | Immer weiter                                     |                                      |
| 2014 | Riskier alles                                    | Justin Kruse, Maximilian Wiedenhofer |
| 2014 | Abriss                                           |                                      |
| 2014 | R.I.P.                                           | Adrian Kuchenreuther                 |
| 2015 | Kein Bock (Allstar Remix)                        | Christian Meyerholz                  |
| 2016 | Ich bin dieser                                   | Urbantree                            |
| 2019 | Stadtmensch                                      |                                      |

## Autorenbeteiligungen und Produktionen
Afrob als Autor in den Charts

| Jahr | Titel Interpretation                                                                                                | Höchstplatzierung, Gesamtwochen, AuszeichnungChartplatzierungen (Jahr, Titel, Interpretation, Platzierungen, Wochen, Auszeichnungen, Anmerkungen) | Höchstplatzierung, Gesamtwochen, AuszeichnungChartplatzierungen (Jahr, Titel, Interpretation, Platzierungen, Wochen, Auszeichnungen, Anmerkungen) | Höchstplatzierung, Gesamtwochen, AuszeichnungChartplatzierungen (Jahr, Titel, Interpretation, Platzierungen, Wochen, Auszeichnungen, Anmerkungen) | Anmerkungen                                            |
| Jahr | Titel Interpretation                                                                                                | DE | AT | CH | Anmerkungen                                            |
| ---- | --- | --- | --- | --- | ------------------------------------------------------ |
| 1999 | Reimemonster Afrob feat. Ferris MC                                                                                  | DE42 (11 Wo.)DE | — | — | Erstveröffentlichung: 9. März 1999                     |
| 1999 | 1, 2, 3 Rhymes Galore (From New York to Germany) DJ Tomekk vs. Grandmaster Flash feat. Afrob, Flavor Flav & MC Rene | DE6 (17 Wo.)DE | AT34 (3 Wo.)AT | CH9 (16 Wo.)CH | Erstveröffentlichung: 13. September 1999               |
| 2001 | Made in Germany Afrob                                                                                               | DE79 (3 Wo.)DE | — | — | Erstveröffentlichung: 14. Mai 2001                     |
| 2001 | Adriano (Letzte Warnung) Brothers Keepers                                                                           | DE5 Gold · (13 Wo.)DE | AT13 (15 Wo.)AT | CH19 (14 Wo.)CH | Erstveröffentlichung: 1. Juli 2001 Verkäufe: + 250.000 |
| 2001 | Öffne die Augen Afrob feat. D-Flame                                                                                 | DE65 (7 Wo.)DE | — | — | Erstveröffentlichung: 17. September 2001               |
| 2003 | Sneak Preview ASD                                                                                                   | DE12 (11 Wo.)DE | AT48 (7 Wo.)AT | CH46 (10 Wo.)CH | Erstveröffentlichung: 24. Februar 2003                 |
| 2003 | Sag mir wo die Party ist! ASD                                                                                       | DE92 (2 Wo.)DE | — | — | Erstveröffentlichung: 26. Mai 2003                     |
| 2003 | Hey du (Nimm dir Zeit) ASD                                                                                          | DE67 (4 Wo.)DE | — | — | Erstveröffentlichung: 11. August 2003                  |
| 2005 | Bereit Brothers Keepers                                                                                             | DE39 (9 Wo.)DE | AT73 (1 Wo.)AT | CH35 (6 Wo.)CH | Erstveröffentlichung: 3. April 2005                    |

## Statistik

### Chartauswertung
Die folgende Auflistung ist eine Übersicht über die Charterfolge Afrobs in den Album- und Singlecharts. Unter den Singles befinden sich nur Interpretationen von Afrob, reine Autorenbeteiligungen sind nicht mit inbegriffen.
|                     | DE     | AT    | CH    |
| ------------------- | ------ | ----- | ----- |
| Nummer-eins-Alben   | DE—DE  | AT—AT | CH—CH |
| Top-10-Alben        | DE2DE  | AT—AT | CH1CH |
| Alben in den Charts | DE12DE | AT6AT | CH8CH |

|                       | DE     | AT    | CH    |
| --------------------- | ------ | ----- | ----- |
| Nummer-eins-Singles   | DE—DE  | AT—AT | CH—CH |
| Top-10-Singles        | DE2DE  | AT—AT | CH1CH |
| Singles in den Charts | DE12DE | AT4AT | CH6CH |

### Auszeichnungen für Musikverkäufe
Anmerkung: Auszeichnungen in Ländern aus den Charttabellen bzw. Chartboxen sind in ebendiesen zu finden.
| Land/RegionAuszeichnungen für Musikverkäufe (Land/Region, Auszeichnungen, Verkäufe, Quellen) | Gold  | Platin | Verkäufe | Quellen           |
| -------------------------------------------------------------------------------------------- | ----- | ------ | -------- | ----------------- |
| Deutschland (BVMI)                                                                           | Gold1 | —      | 250.000  | musikindustrie.de |
| Insgesamt                                                                                    | Gold1 | —      |          |                   |